# کاروووو (شهرستان پلیس)
کاروووو (به لهستانی:  Karwowo) یک روستا در لهستان است که در گمینا کووباسکووو واقع شده‌است.